# Yambio
Yambio är en ort i Sydsudan, huvudort i delstaten Western Equatoria och länet Yambio. Den ligger i den sydvästra delen av landet, 400 kilometer väster om huvudstaden Juba. Antalet invånare i payamen Yambio Town var 105 881 vid folkräkningen 2008.